# Sallos
Na demonologia, Sallos (também pronunciado Saleos), é um poderoso Grande Duque (um Grande Fidalgo, para Johann Weyer), do inferno, sob o comando de trinta legiões de demônios (Weyer não menciona nada relativo as legiões sob o seu comando).
Ele é de uma natureza pacífica, e provoca os homens a amar as mulheres e as mulheres a amar os homens.
Ele é retratado como um valoroso e bonito soldado, vestido de equitação, com uma coroa ducal e montado num crocodilo.

## Outras ortografias
- Sallos
- Zaleos